# مونوتونیکس
مونوتونیکس (به انگلیسی: Monotonix) یک گروه گاراژ راک ۳ نفرهٔ اسرائیلی است که در نوامبر سال ۲۰۰۵ در تل آویو بنیان گذاشته شد. موسیقی مونوتونیکس از گروه‌هایی هم‌چون لد زپلین، تین لیزی و د سونیکس تاثیر گرفته‌است.
آن‌ها کارشان را با اجرای برنامه در سالن‌های محلی تل‌آویو آغاز کردند. پس از مدتی به قصد اجرای تور در اروپا و آمریکا اسرائیل را ترک کردند. مونوتونیکس در فاصله سال‌های ۲۰۰۶ تا ۲۰۰۷ سیصد اجرای مختلف در نقاط مختلف دنیا برگزار کردند که شامل مشارکت در فستیوال‌های ZXZW و SXSW و یک تور مشترک با گروه راک آمریکایی Silver Jews می‌شد.
مونوتونیکس پس از پایان تورهای‌شان در سال ۲۰۰۷ اولین آلبوم چندآهنگه‌شان را با نام Body Language ضبط کردند و پس از قراردادی که در سال ۲۰۰۸ با شرکت آمریکایی درَگ سیتی منعقد کردند آلبوم روانه بازار شد.

## اعضا

### فعلی
- Ami Shalev: آواز
- یوناتان گات: گیتار الکتریک
- Haggai Fershtman: درامز

## قبلی
- ران شیمونی: درامز

## آلبوم‌ها
| نام آلبوم                           | سال انتشار |
| ۱. ‎(EP)‎ Body Language               | ۲۰۰۸       |
| ۲. ‎Where Were You When It Happened?‎ | ۲۰۰۹       |